# Яркин, Виктор Иванович
Ви́ктор Ива́нович Я́ркин (29 ноября [11 декабря] 1889, Романово-Борисоглебский уезд, Ярославская губерния — 29 октября 1937, Минск) — советский партийный и государственный деятель, председатель ЧК БССР, член ЦБ КП(б)Б, ЦК КП(б) ЛиБ, ЦИК БССР и ЦИК Литовско-Белорусской ССР

## Биография
Родился 29 ноября (11 декабря) 1889 года в деревне Дьяковское Романово-Борисоглебского уезда Ярославской губернии. В 1901 году окончил Киндяковское народное училище и начал трудовую деятельность — ученик слесаря в вагоностроительной мастерской Путиловского завода. Проработал в мастерской до 1907 года. В 1902—1905 годах был членом организации анархистов-коммунистов на заводе. Член РСДРП(б) с 1907.
В 1907—1914 годах работал подмастерьем повара в гостиницах Рыбинска, поваром в немецком ресторане Жоржа на Нижегородской ярмарке и в Берлине, поваром на российско-германском пароходе «Эммануил» и в ресторанах Петербурга.
В 1914—1915 годах пребывал в ссылке в Ярославской губернии. С 1915 года на Западном фронте, участвовал в боевых действиях в составе 10-й армии.
В 1917 году — делегат I Всероссийского съезда Советов, председатель военно-революционного комитета армии.
В 1918 году — делегат съезда Советов Западной области. С 15 апреля 1918 года — председатель Чрезвычайной комиссии Западной области в Смоленске. По словам жившего там Янки Купалы, был «вядомы ў Смаленску сваёй крывавай ненасытнасцю».
С января 1919 года — председатель (первый хронологически) Чрезвычайной комиссии Белоруссии, одновременно председатель Минского городского Совета. Под прозрачным псевдонимом Маркин выведен в полудокументальном романе Александра Гзовского «Александр Мясникьянц (В стране красных людоедов)».
В мае 1919 года откомандирован на чекистскую работу в Поволжье — начальник транспортной ЧК, председатель ЧК в Нижнем Новгороде.
В 1919 году — делегат I Всебелорусского съезда Советов, участник I съезда КП(б)Б, участник VIII съезда РКП(б), участник Объединительного съезда Коммунистической партии Литвы и Западной Белоруссии и КП(б)Б.
С 1921 года — в системе Народного комиссариата путей сообщения: заместитель начальника Черноморского округа путей сообщения, назначен на эту должность лично Ф. Э. Дзержинским, заместитель начальника административного отдела НКПС по политчасти (до 1922), в 1922—1924 — заместитель уполномоченного НКПС Северо-Западного областного управления речного транспорта в Петрограде, начальник Рыбинского районного управления речного транспорта. 1924 год — делегат II Всесоюзного съезда Советов. В 1924—1929 — начальник Северо-Западного управления внутриводного пути в Ленинграде. В 1930 −1933 — заместитель начальника гидротехнического строительства Свирьстроя, начальник Новгородского районного управления речного транспорта. В 1933−1935 — начальник службы пути и связи Северо-Западного управления речного транспорта в Ленинграде. В 1935—1937 годах — начальник службы пути Днепродвинского пароходства в Гомеле.
26 февраля 1937 года арестован. Выездной сессией Верховного суда СССР 28 октября 1937 года приговорён по статьям 58-8, 58-9 и 58-11 УК РСФСР к расстрелу. Приговор приведён в исполнение 29 октября 1937 года в Минске. Реабилитирован определением Военной Коллегии Верховного суда СССР от 19 января 1967 года.